# قطعنامه ۱۲۲۳ شورای امنیت
قطعنامه ۱۲۲۳ شورای امنیت سازمان ملل متحد که در تاریخ ۲۸ ژانویه ۱۹۹۹ تصویب شد، سندی بین‌المللی دربارهٔ بررسی وضعیت خاورمیانه است. این قطعنامه طی نشست ۳۹۷۰ام با ۱۵ رای موافق، ۰ مخالف و ۰ ممتنع تصویب شد.